# Marcel Courthiade
Marcel Courthiade (Montceau-les-Mines, 2 d'agost de 1953 - Tirana, 4 de març de 2021) va ser un lingüista i investigador occità.

## Biografia
Courthiade va estudiar Medicina a la Universitat de Clermont-Ferrand, estudis que va abandonar per a dedicar-se a les llengües eslaves, especialment el serbocroat i el polonès. Després va estudiar a l'Institut national des langues et civilisations orientales (INALCO) de París, on es va especialitzar en macedònic i albanès. Va titular la seva tesi doctoral «Phonologie des variétés dialectales de Rromani et diasystèmes graphiques de la langue Rromani», realitzada a l'École pratique des hautes études.
Durant els seus estudis, Courthiade va treballar per a diverses ONG relacionades amb l'educació dels gitanos d'Albània. Posteriorment, va treballar com a analista polític i intèrpret a l'ambaixada francesa a Albània durant quatre anys. L'any 1997 va ser professor de l'INALCO. El 2008, va ser participar en la pel·lícula Rromani Soul de Louis Mochet.

## Obra publicada
- Romani fonetika thaj Lekhipa (1986)
- Xàca dùme, but godi (1980s)
- Gramatika e gjuhës Rrome (1989)
- Stuart Manns Wörterbuch des albanischen Romanes (1990)
- In the margin of Romani. Gypsy languages in contact (1991)
- Dialektologikano pućhipnasqo lil vaś-i klasifikàcia e rromane ćhibǎqe [dia]lektenqiri (1992)
- Śirpustik. amare ćhibǎqiri (1992)
- Lil e Efesianěnqe. Epistoli pros Efesioys (1993)
- Terre d'asile, terre d'exil. l'Europe tsigane (1993)
- De l'usage de l'abécédaire «Śirpustik amare ćhibǎqiri» (1994)
- Langues de Diaspora (1994)
- Phonologie des parlers rrom et diasysteme graphique de la langue rromani (1995)
- Structure dialectale de la langue rromani (1998)
- Les Rroms, Ashkalis et Gorans de Dardanie (Kosovo) (2000)[5]
- Les Tziganes ou le destin sauvage des Roms de l'Est (2002)
- Appendix Two. Kannauʒ on the Ganges, cradle of the Rromani people (2004)
- Les Rroms dans les belles lettres européennes (2004)
- La Langue rromani, d'un millénaire à l'autre, Études Tsiganes (2005)
- Sagesse et humour du peuple rrom (2007)
- L'origine des Rroms. Cheminement d'une (re)découverte: Kannauj «berceau» du peuple rrom» (2007)
- La littérature des Rroms, Sintés et Kalés